# 可児悌二郎
可児 悌二郎（かに ていじろう、1867年 – 1934年）は、日本の獣医師、大日本帝国陸軍軍人。最終階級は獣医中将。

## 生涯
福井県遠敷郡雲浜村（現・小浜市）に生まれる。1873年に上京し、旧小浜藩主の酒井家邸内に居住した。幼少期より馬を好み、厩で馬を見ていたという。
東京府立中学校で、高田早苗や坪内逍遥から教えを受ける。1892年に東京農林学校（現・東京大学農学部）獣医医学科を卒業する。牧畜への興味から入学後に獣医学科に移ったという。卒業後はそのまま研究生として残り同校の講師となる。
その後神奈川県庁・和歌山県庁に勤務して、牧畜に関する講演活動に従事した。1894年、同郷でもある和田維四郎の紹介で陸軍3等獣医となる。第6師団に配属後、日清戦争により中国に従軍。
日清戦争後の1896年に、母校の後身である帝国大学農科大学医学科講師を兼務した。 
1904年には陸軍獣医学校の教官となったが、同年日露戦争が勃発すると、第4師団獣医部長心得となり、再度中国大陸に渡る。総司令官の大山巌や総参謀長の児玉源太郎の馬の治療にも当たった。当時流行した馬の眼病に対して、病気を媒介するハエを防ぐために馬の毛で編んだ眼すだれを考案して発病の抑制に成功した。
1914年に近衛師団獣医部長となる。
1926年、陸軍獣医総監を務めた後、予備役となる。

## 顕彰
- 勲2等瑞宝章 - 1926年[1]
- 1940年（昭和15年）8月15日 - 紀元二千六百年祝典記念章[2]